# Wyciąg szybowy
Zasugerowano, aby zintegrować ten artykuł z artykułem Maszyna wyciągowa (dyskusja). Nie opisano powodu propozycji integracji.

Zasada działania wyciągu szybowego – maszyna wyciągowa zrębowa z kołem pędnym

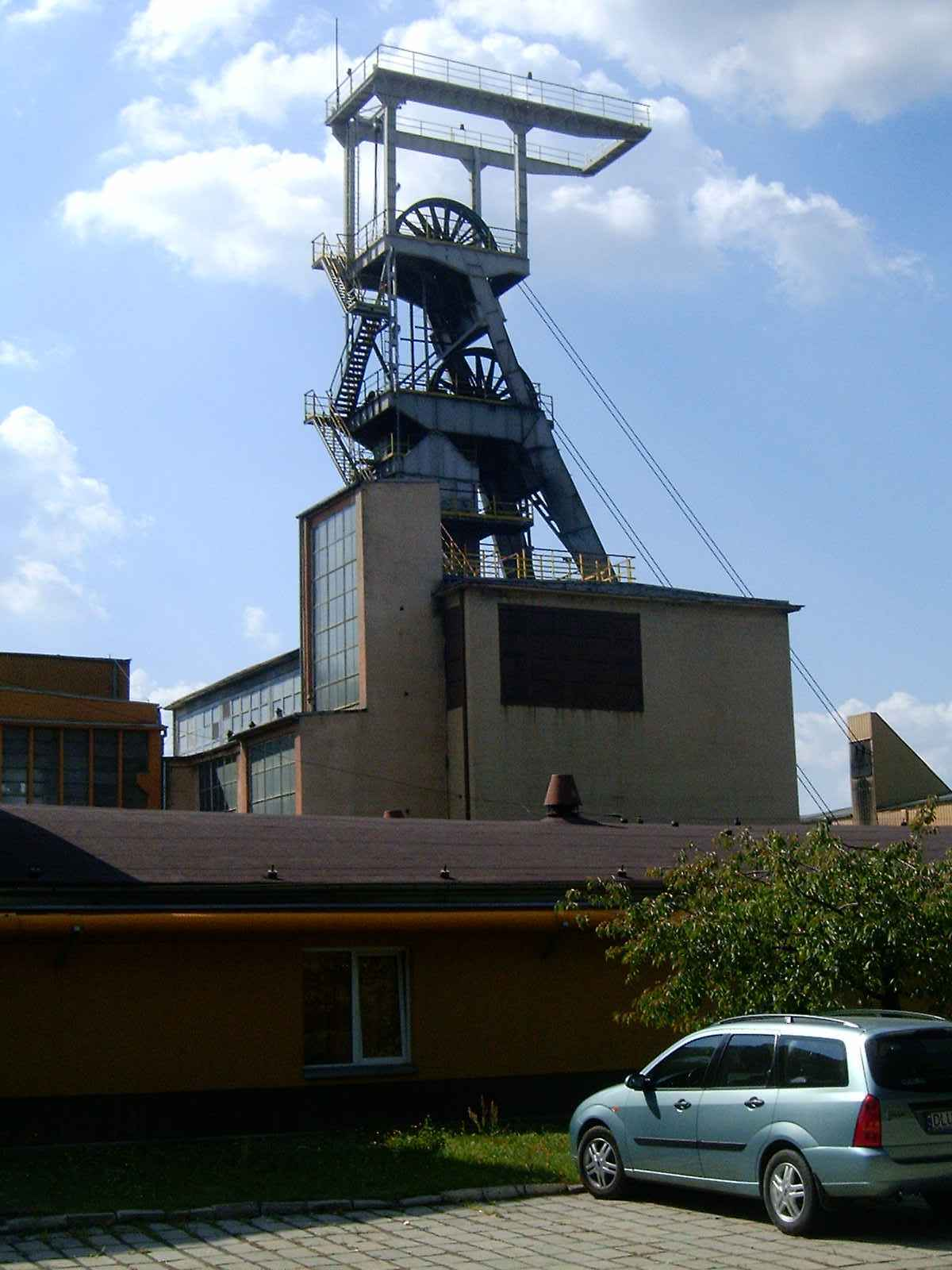
Nadziemna część górniczego wyciągu szybowego

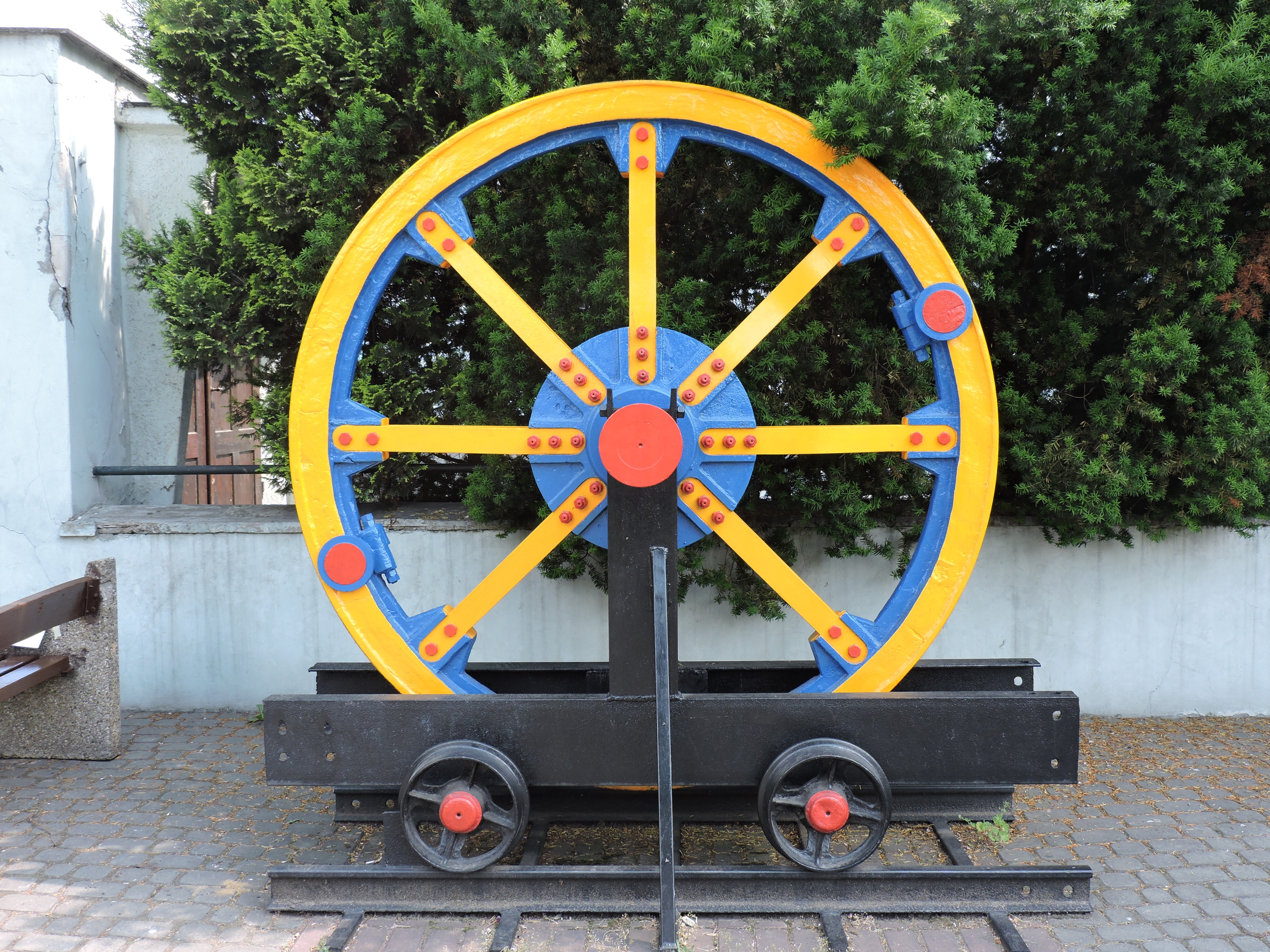
Koło wyciągowe z szybu KWK „1 Maja” w Wodzisławiu Śląskim

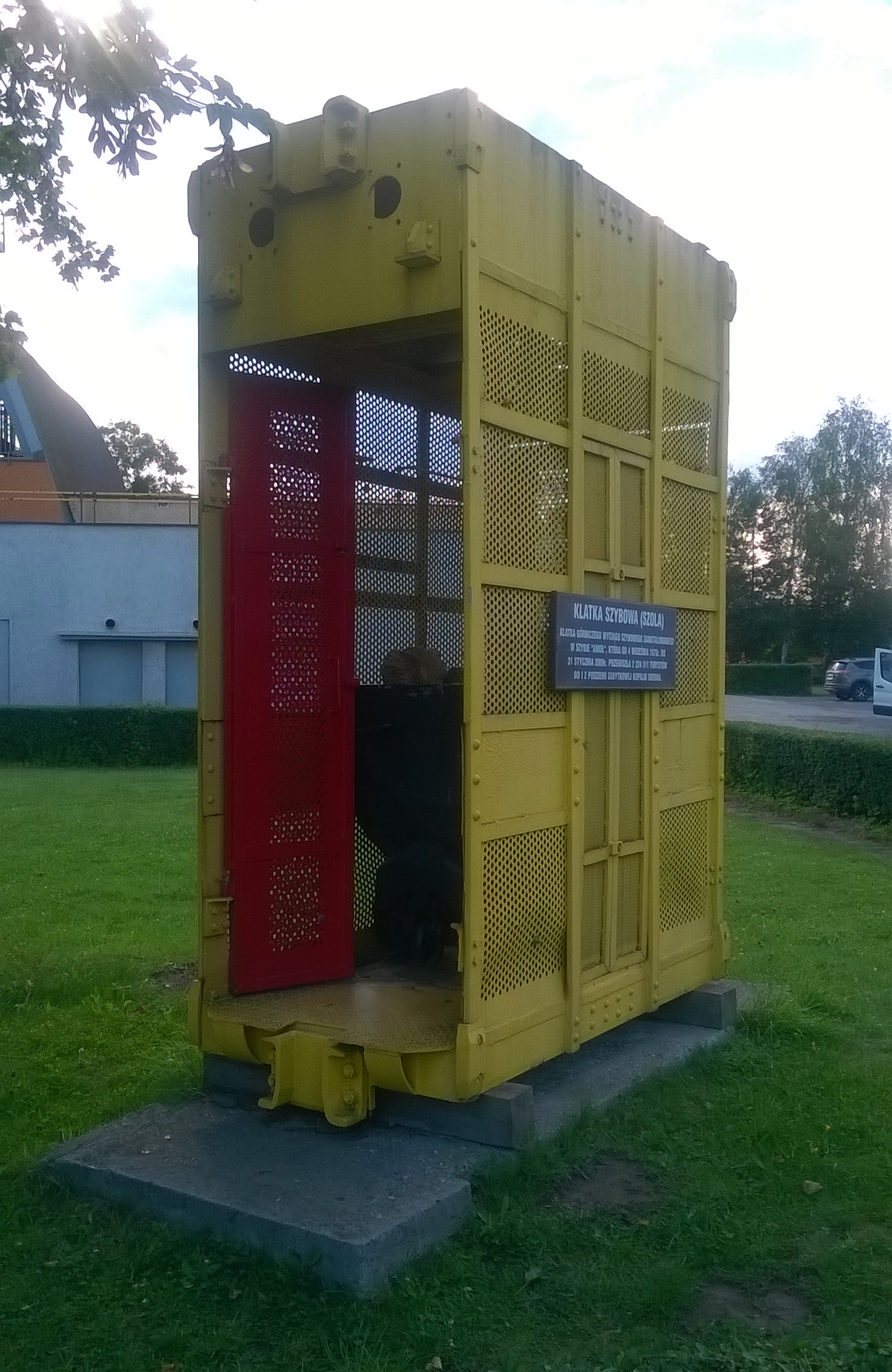
Szola na terenie skansenu przy Zabytkowej Kopalnia Srebra w Tarnowskich Górach

Górniczy wyciąg szybowy – dźwignica stosowana w górnictwie głębinowym do transportu urobku, osób i materiałów w szybie górniczym, najczęściej pionowym. 

## Budowa
- wieża szybowa
  - basztowa (wolnostojąca)
    - trzonowa pełna
    - trzonowa dzielona
    - trzonowa słupowa
    - słupowa

  - zastrzałowa
    - jednozastrzałowa
    - dwuzastrzałowa (kozłowa)
- nadszybie
- maszyna wyciągowa
  - rodzaje napędów:
    - wolnobieżny (bezpośredni), realizowany przy pomocy silnika synchronicznego lub asynchronicznego
    - przekładniowy

  - rodzaje maszyn wyciągowych:
    - bębnowe (liny nawijane na jeden lub dwa bębny nawojowe) – droższe od wyciągów z kołem pędnym, stosowane przy bardzo dużych głębokościach, szybach pochyłych, przy głębieniu szybów, oraz przy bardzo trudnych warunkach ze względu na korozję
    - bobinowe (od „bobina” – cewa) – wąski lecz wysoki bęben
    - cierne (z kołem pędnym – liny przewijane przez bęben cierny) – stosowane przy głębokościach do 2000 m
- naczynia wyciągowe
  - klatka (szola) – najstarszy typ naczynia o wszechstronnym zastosowaniu: transport ludzi, kopaliny w wozach kopalnianych, maszyn; klatki mogą mieć do 6 poziomów
  - kubły – stosowane w fazie drążenia szybu
  - skipy – transport kopaliny luzem, o dużej wydajności, praca w pełni zautomatyzowana
  - skipoklatki – do transportu ludzi i urobku
- liny
  - nośne
  - wyrównawcze
  - prowadnicze
  - odbojowe – zabezpieczające naczynia, przeciwciężary przed wychyleniem lub obrotem
- podszybie
- urządzenia załadowcze i wyładowcze
- urządzenia hamujące

## Podział wyciągów szybowych
Ze względu na funkcję:
- wydobywcze
- zjazdowo-materiałowe
- wielofunkcyjne
- do głębienia szybów
- wentylacyjne

Ze względu na liczbę urządzeń wyciągowych w jednym szybie:
- jednoprzedziałowe
- dwuprzedziałowe
- wieloprzedziałowe

Ze względu na liczbę lin, na których zawieszone jest naczynie:
- jednolinowe
- dwulinowe
- wielolinowe

Maszyny wyciągowe jak na urządzenia dźwigowe osiągają wysokie parametry techniczne: moce przekraczające 20 MW, udźwigi do 50 Mg, prędkości przekraczające 20 m/s.